# Saurierpark Kleinwelka
Il Saurierpark Kleinwelka (Parco dei dinosauri di Kleinwelka) è il più grande parco dei dinosauri in Germania, sito in un'area naturale. Unico nella sua dimensione e sistema d'identificazione, si trova nella città di Bautzen nella Germania orientale vicino al confine con la Repubblica Ceca. In questo parco sono esposti più di 200 ricostruzioni a grandezza naturale di dinosauri ed altre creature preistoriche, rettili in particolare, anfibi e mammiferi sia preistorici che più recenti.

## Sviluppo
Questo parco nasce nel 1978, tramite un'idea dello scultore Franz Gruß, autore delle ricostruzioni preistoriche. Per far fronte al grande interesse, il parco fu ulteriormente esteso a partire dal 1981; a causa, però, di continue controversie tra l'artista e la comunità locale in merito alla suddivisione dei guadagni, e per il fatto che il parco è in uno spazio pressoché ristretto, dal 1990 al 1996 fu necessario creare un altro parco preistorico, a Sebnitz, una sorta di distaccamento dall'originale di Kleinwelka.
Fin dal primo giorno della sua apertura, il parco ha fino ad oggi ospitato più cinque milioni di visitatori. Inoltre, il parco stesso presenta diverse attività da tempo libero, come un grande parco giochi, un labirinto ed altro.

## Parco
Il parco è istituito tematicamente in linea delle ere geologiche: Triassico, Giurassico e Cretaceo. Vi è presente un lago, circondato da alberi ed arbusti di dimensioni differenti, alcuni situati su un terreno più o meno sabbioso. Le sculture si presentano in diverse situazioni, alcune in situazioni di combattimento fra i rivali, altre a caccia di prede o animali giovani.

## Sculture
Tutte le sculture nel parco sono state costruite in base a studi ben analizzati, condotti per lo più dal paleontologo Gottfried Böhme, del Museo di Storia Naturale di Berlino. 
Si cominciò, anzitutto, nel disegnare alcuni schizzi delle specie da esporre nel parco omonimo; i veri e propri lavori di costruzione partirono dalla ricostruzione degli scheletri, realizzati da acciaio, tutti poi ricoperti da una rete metallica sottile sormontata, a sua volta, da uno strato di 3-5 centimetri di spessore di calcestruzzo. Per la realizzazione dei denti e degli artigli venne utilizzato del piombo modellato. Infine, ciascuna scultura venne rifinita da vernice idrorepellente sulla superficie.
Quasi tutte le sculture sono state realizzate in acciaio e calcestruzzo. Alcuni dei modelli più recenti sono stati effettuati in vetroresina.